# Glonium costesii
Glonium costesii är en svampart som beskrevs av Speg. 1921. Glonium costesii ingår i släktet Glonium och familjen Hysteriaceae.   Inga underarter finns listade i Catalogue of Life.